# Aguilar de Codés
Aguilar de Codés là một đô thị trong tỉnh và cộng đồng tự trị Navarre, Tây Ban Nha. Đô thị này có diện tích là 18,62 ki-lô-mét vuông, dân số là 110 người.
Đô này cách tỉnh lỵ 84,5 km.

## Biến động dân số
| Biến động dân số                                                 | Biến động dân số | Biến động dân số | Biến động dân số | Biến động dân số | Biến động dân số | Biến động dân số | Biến động dân số | Biến động dân số | Biến động dân số | Biến động dân số |
| 1996                                                             | 1998             | 1999             | 2000             | 2001             | 2002             | 2003             | 2004             | 2005             | 2006             | 2007             |
| ---------------------------------------------------------------- | ---------------- | ---------------- | ---------------- | ---------------- | ---------------- | ---------------- | ---------------- | ---------------- | ---------------- | ---------------- |
| 112                                                              | 108              | 106              | 105              | 101              | 106              | 110              | 111              | 109              | 106              | 110              |
| Sources: Aguilar de Codés et instituto de estadística de navarra |                  |                  |                  |                  |                  |                  |                  |                  |                  |                  |